# Les Grandes Profondeurs
Les Grandes Profondeurs est le deuxième album de la série L'Œil de la Nuit. Cette bande dessinée, écrite par Serge Lehman et dessinée par Gess, est parue le 27 mai 2015 aux Éditions Delcourt.
Elle narre la suite des aventures du surhomme Nyctalope – renommé l'Œil de la Nuit – un héros français du début du XXe siècle créé par le romancier Jean de La Hire.

## Auteurs
- Scénariste : Serge Lehman
- Dessinateur : Gess
- Couleur : Delf
- Couverture : Thomas Ehretsmann

## Genèse de la bande dessinée
Après la parution du tome 1, dans lequel Serge Lehman racontait les origines d'un personnage de la littérature populaire du début du XXe siècle, le Nyctalope, renommé l'Œil de la Nuit pour des raisons de droits littéraires, l'auteur publia le tome deux le 27 mai 2015. 
Ce deuxième tome résume sous forme de flash-back le roman-feuilleton de Jean de La Hire, L'Homme qui peut vivre dans l'eau de 1909, pour lequel il raconte dans un second temps une suite inédite. Comme pour le premier tome, Serge Lehman a dû modifier le nom des protagonistes principaux. Ainsi, le savant Oxus, le moine Fulbert et l'Hictaner deviennent respectivement Axis, Galba et l'Androbathe.

## Intrigue
Après son opération du cœur qui lui a sauvé la vie, Théo Sinclair bénéficie de capacités physiques hors du commun. Les ministres Louis de Verneuil et Georges Clemenceau le chargent de retrouver le Mercur-X, une invention du père de Théo, dont l'utilisation a provoqué la destruction d'un navire français au large du détroit de Gibraltar.

## Personnages

### Personnages principaux
- Théo Sinclair. Jeune aristocrate aux capacités physiques hors-norme et à la vision parfaite en pleine nuit.
- L'Androbathe. Homme-poisson issu d'une expérience génétique.
- Guy de La Forge. Feuilletoniste de son métier, il est également l'ami de Théo Sinclair qu'il suit dans ses aventures.
- Louis de Verneuil. Ministre de la Marine et père d'Ève, la fiancée de Théo.
- Noé Levigan. Ingénieur français, inventeur du stratogyre.
- Ève de Verneuil. Petite-amie de Théo, elle est également la fille de Louis de Verneuil le Ministre de la Marine.
- Marco. Majordome de Théo Sinclair, il accompagne son patron dans ses aventures.

### Personnages secondaires
- Docteur Vogel-Kampf. Chirurgien amoral, il est l'inventeur du cœur artificiel de Théo, qui lui confère ses capacités physiques surhumaines.
- Frédéric. Cette créature munie de trois bras et aux jambes robotiques a été créée par le docteur Vogel-Kampf pour le servir.
- Docteur Axis. Savant anglais rejeté par ses pairs qui est à l'origine de l'Androbathe.
- Moine Galba. Moine fou de la Maison Saint-Louis qui chercha à créer à la fin du XIXe siècle une apocalypse scientifique.
- Marguerite Levigan. Épouse de Noé.
- Pierre Sinclair. Commandant de la marine à la retraite, il est l'inventeur du Mercure-X, une mystérieuse invention révolutionnaire qui attire les convoitises.
- Jeanne Sinclair. Mère de Théo Sinclair, elle fut victime de la vengeance de l'Androbathe.
- Marthe. Soubrette de la famille Sinclair.
- Béla Khan. Agent à la solde du mouvement anarchiste international.
- Georges Clemenceau. Ministre de l'Intérieur surnommé le Tigre, il charge Théo de retrouver le Mercur-X volé.

## Résumé
À la suite de son opération du cœur par le docteur Vogel-Kampf, Théo Sinclair bénéficie de nouvelles capacités physiques hors du commun. Alors même que le docteur Al-Mansour n'est pas sorti de son état cataleptique, Théo se remet de son opération en Suisse en compagnie de Marco et de La Forge. L'arrivée de sa fiancée Ève de Verneuil et des ministres Louis de Verneuil et Georges Clemenceau mettent fin à l'isolement de Théo. Louis de Verneuil lui explique que le Mercur-X dérobé par Béla Khan et Sonia Volkoff se trouve à Gibraltar, où il a été utilisé contre un navire français. Tandis que Clemenceau ramène le docteur Al-Mansour à Paris, Verneuil demande à Théo de le conduire à Brest en stratogyre, d'où ils emprunteront un sous-marin pour récupérer le Mercur-X.
Sur le trajet, le ministre raconte à l'équipage, composé de Théo, d'Ève, de La Forge et de Marco, une histoire ayant eu lieu dix ans plus tôt en rapport avec les événements en cours. Cette histoire que La Forge publia sous le titre « L'Homme des profondeurs » s'est déroulée en 1891. À cette époque, le docteur britannique Axis s'exila sur l'île de Jersey après ses propos polémiques sur la chirurgie génétique. Il fut approché par le moine Galba qui voulut utiliser ces travaux afin de punir les hommes en créant une apocalypse scientifique. Axis créa ainsi l'Androbathe, le premier d'une race d'homme-homme destiné à conquérir le monde. Quelque temps plus tard, un ingénieur breton en mal de reconnaissance, Noé Levigan, découvrit la cache d'Axis et de Galba et se joignit à eux pour se venger du gouvernement français. Les trois hommes furent cependant trahis par la femme de Levigan qui les dénonça aux autorités françaises. Le navire Jean Bart commandé par Louis de Verneuil et son second, le lieutenant Pierre Sinclair, fut alors envoyé bombarder le repaire d'Axis et Galba. Le récit de Verneuil se termine par la mort de Galba, la fuite d'Axis et de l'Androbathe, et l'emprisonnement de Noé Levigan.
Arrivé à Brest, Théo est présenté au concepteur du stratogyre, Noé Levigan. Celui-ci s'enfuit par les airs avec l'engin que Louis de Verneuil pensait être le sous-marin. Théo décide alors de partir directement au large de Gibraltar en stratogyre et d'utiliser des scaphandres pour atteindre la grotte sous-marine où est caché le Mercur-X.
Une fois sur place, Théo est descendu en scaphandre dans la mer, où il utilise son don de nyctalopie pour s'orienter dans les ténèbres maritimes. Alors qu'il pensait la radio éteinte, Verneuil apprend à l'équipage qu'après le bombardement du laboratoire d'Axis vingt ans plus tôt, l'Androbathe assassina la mère de Théo Sinclair. Après cette révélation, Théo découvre la grotte sous-marine à l'origine du brouillage des fréquences. Cette grotte, qui n'était rien d'autre qu'une nécropole martienne aux bas-reliefs composés de pieuvres et de vampires, était utilisé par l'Androbathe qui y  cachait les butins de ses pillages. Découvert, Théo affronte l'Androbathe et parvient à mettre à profit sa vision nocturne et ses capacités surhumaines pour venir à bout du monstre.
De retour à Paris, Théo fait les gros titres des journaux sous le nom romanesque de l'« Œil de la Nuit », grâce au talent d'écrivain de La Forge qui détaille ses exploits.

## Clins d'œil
- Le personnage du docteur Al-Mansour, déjà présent dans le tome 1, est issu d'un autre roman de Jean de La Hire, La Roue fulgurante (1908), dans lequel il apparaît sous le nom du docteur Ahmed-Bey.
- Un autre roman de La Hire est évoqué : L'Homme qui peut vivre dans l'eau (1909) qui raconte les origines de l'Androbathe, appelé l'Hictaner dans le roman original[3].
- Plusieurs héros de la littérature populaire sont mentionnés : Sâr Dubnotal, un télépathe issu des publications de Norbert Sevestre, ou encore Robur et Nemo, deux aventuriers issus des romans de Jules Verne.
- Théo met au jour une nécropole martienne au fond de la Méditerranée, dont les bâtisseurs sont les Martiens des romans Le Prisonnier de la planète Mars (1908) et La Guerre des vampires (1909) de Gustave Le Rouge.